# 黄鳝嘴文化
黄鳝嘴文化（公元前4200年—前3600年）是中国新石器时代中期的考古学文化之一，得名自1981年发掘的黄鳝嘴遗址。早期，黄鳝嘴文化广泛分布于皖西南与鄂东地区，同时对江淮北部地区的侯家寨文化施加了较为强势的影响。晚期，黄鳝嘴文化开始向西南收缩，可能是受到东部崧泽文化冲击的原因。最终受崧泽文化影响较大的薛家岗文化逐渐取代了黄鳝嘴文化。